# Allocosa kalaharensis
Allocosa kalaharensis är en spindelart som först beskrevs av Simon 1910.  Allocosa kalaharensis ingår i släktet Allocosa och familjen vargspindlar. Inga underarter finns listade i Catalogue of Life.